# Томнатік (Біхор)
Томнатік (рум. Tomnatic) — село у повіті Біхор в Румунії. Входить до складу комуни Ваду-Крішулуй.
Село розташоване на відстані 393 км на північний захід від Бухареста, 44 км на південний схід від Ораді, 87 км на захід від Клуж-Напоки.

## Населення
За даними перепису населення 2002 року у селі проживали 409 осіб, з них 407 осіб (99,5%) румунів. Рідною мовою 408 осіб (99,8%) назвали румунську.